# Amavida
Amavida település Spanyolországban, Ávila tartományban. Amavida Poveda, Pradosegar, Muñotello, Muñana és Vadillo de la Sierra községekkel határos. Lakosainak száma 133 fő (2024).

## Népesség
A település lakosságának változását az alábbi diagram mutatja:
| Lakosok száma | 197  | 190  | 185  | 183  | 174  | 154  | 144  | 132  | 128  | 133  |
|               | 2001 | 2004 | 2006 | 2009 | 2011 | 2014 | 2016 | 2019 | 2021 | 2024 |